# Соркин, Рувим Евелевич
Рувим Евелевич Соркин (9 января 1910, Стародуб — 30 мая 1983, Дзержинский) — советский учёный, заслуженный деятель науки и техники РСФСР, лауреат Государственной премии СССР, доктор технических наук, профессор, инженер-полковник.

## Биография
Родился в многодетной еврейской семье. После революции старших братьев мобилизовали, его отец потерял зрение, семья жила в чрезвычайной бедности, из-за чего младших детей, включая Р. Е. Соркина, в 1922 г. отдали в детский дом. Будучи в детдоме, заканчивает школу и в 1924 г. направляется в Гомельскую профессионально-техническую школу, которую оканчивает в 1927 г., получив квалификацию столяра.
В 1927 г. поступает на физико-математический факультет Ленинградского государственного университета, учится там до 1930 г., далее по партийно-комсомольской мобилизации переводится слушателем Артиллерийской академии РККА им. Дзержинского, которую оканчивает в 1932 г., получив звание артиллерийского инженера. Дипломный проект защитил на основе теоретических исследований и решения задачи «О влиянии эксцентриситета реактивной силы на вращающийся реактивный снаряд».
С 1932 по 1942 г. служит в Артиллерийском комитете Главного артиллерийского управления и участвует в разработке, испытаниях и принятии на вооружение пушек для танка Т-34. По предложению Р. Е. Соркина был сконструирован газодинамический дульный тормоз с целью исключения опрокидывания танка при выстреле. В битве на Курско-Орловской дуге эти танки показали высокую боеспособность. Впоследствии этот дуальный тормоз использовался в ствольной артиллерии. В эти годы Р.Е. Соркин тесно работает с известным советским конструктором артиллерийских систем В.Г. Грабиным.
В 1941 г. в г. Могилеве его мать, два брата и слепая от рождения сестра убиты немцами как евреи.
В 1942 г. Был откомандирован в НИИ ракетной техники (ныне ИЦ им. Келдыша), где занимается разработкой новых образцов артиллерийского вооружения и теоретическими исследованиями, в том числе по внешней баллистике ракет.
В 1943 - 1944 гг. неоднократно командировался на фронт в действующую армию для изучения действия в боевых условиях знаменитых «Катюш» и сбора материалов по немецкому вооружению. В августе 1944 г. Он вместе с Ю. А. Победоносцевым и М. К. Тихонравовым был командирован для изучения одноступенчатой баллистической ракеты ФАУ-2 с жидкостными двигателями и стартовых установок на немецком полигоне Близна в Краковском воеводстве.
15 апреля 1944 г. на учёном совете Военно-воздушной академии им. Жуковского защитил кандидатскую диссертацию, посвящённую движению турбореактивных снарядов.
В 1945 г. был командирован в Германию в составе советской технической комиссии вместе с С. П. Королёвым, В. П. Мишиным, Ю. А. Победоносцевым с целью сбора, изучения материалов и составления «Справочника по немецкой ракетной технике».
В январе 1947 г. назначен заместителем директора по научной работе НИИ-1 (ныне Московский институт теплотехники). К этому периоду относятся его работы в области внешней баллистики и динамики полёта крылатых реактивных снарядов, устойчивости вращающихся ракет.
1 июля 1948 г. защитил докторскую диссертацию.
С 1950 - 1956 гг. был вновь направлен на работу по линии Главного Артиллерийского Управления на предприятие промышленности боеприпасов (фактически, это была ссылка его и других еврейских инженеров в связи с волной антисемитизма).
В 1956 - 1959 гг. работал начальником расчётно-теоретического отдела ОКБ-9 в Свердловске. Он занимался расчётами внешней баллистики управляемых ракет «Онега» и «Ладога». Под его руководством создан ракетный двигатель комплекса «Онега».
С 1959 г. возглавил в НИИ-125 (ныне ФЦДТ «Союз») исследования по обоснованию разработок и применения твёрдых ракетных топлив (ТРТ) в двигательных установках баллистических ракет и выбору направления разработки ТРТ. Он принимал непосредственное участие в разработках ракет РТ-1, «Луна», Темп-С, Темп-2С, «Пионер», «Точка» (генеральные конструкторы С. П. Королёв, А. Д. Надирадзе, С. П. Непобедимый).
В 1966 г. утверждён в учёном звании профессора по специальности «баллистика и теория проектирования РДТТ». Из созданной им научной школы вышли и работали на многих предприятиях страны известные учёные и специалисты. Р.Е. Соркин – автор более 250 печатных работ, в том числе четырёх фундаментальных монографий.
В 1968 г. за цикл работ в области внутренней баллистики ракетных двигателей на твёрдом топливе Р. Е. Соркин удостоен звания лауреата Государственной премии СССР.
В 1981 г. за заслуги в научной и педагогической деятельности ему присвоено почётное звание «Заслуженный деятель науки и техники РСФСР». Р. Е. Соркин боевыми и трудовыми наградами (Орден Красной звезды – 1942 и 1947, Орден Отечественной войны II степени – 1944 г., Орден Красного знамени – 1951 г., Орден Знак Почёта  – 1966, девять медалей).
Похоронен в городе Дзержинский на городском муниципальном кладбище.

## Память
14 сентября 2001 года была открыта мемориальная доска Р. Е. Соркину на доме, где он жил и работал.
30 мая 2003 года в культурно-эстетическом центре г. Дзержинского была открыта музейная экспозиция, посвящённая Соркину Р. Е.
В 2007 г. вышла книга «О жизни и научной деятельности Р. Е. Соркина» под общей редакцией академиков РАРАН и РАН.

## Избранные труды
- Соркин Р. Е. Динамика полёта неуправляемых ракет. — Дом Техники, 1963. — 216 с. — 1000 экз.
- Соркин Р. Е. Газотермодинамика ракетных двигателей на твёрдом топливе. — Наука, 1967. — 368 с. — 5000 экз.
- Соркин Р. Е. Теория внутрикамерных процессов в ракетных системах на твердом топливе. Внутренняя баллистика. — Наука, 1983. — 288 с.